# Arnór Guðjohnsen
Arnór Guðjohnsen est un footballeur islandais né le 30 avril 1961.
Il est le père et agent d'Eidur Guðjohnsen.

## Palmarès

### En club
- Champion de Belgique en 1985, 1986 et en 1987 avec Anderlecht
- Champion de France de Division 2 en 1992 avec les Girondins de Bordeaux
- Vainqueur de la Coupe de Belgique en 1988 et en 1989 avec Anderlecht

### En Équipe d'Islande
- 73 sélections et 14 buts entre 1979 et 1997

### Distinction personnelle
- Meilleur buteur du Championnat de Belgique en 1987 (19 buts) avec Anderlecht

## Anecdote
En 1996 lors d'un match amical entre l'Islande et l'Estonie (3-0 pour l'Islande), il joua la première mi-temps puis fut remplacé pour la seconde mi-temps par son fils, ce qui constitue un cas unique dans l'histoire du football,.

## Source
- Marc Barreaud, Dictionnaire des footballeurs étrangers du championnat professionnel français (1932-1997), L'Harmattan, 1997.